# Хартвигсон, Фриц
Фриц Селигман Хартвигсон (дат. Frits Seligmann Hartvigson; 31 мая 1841, Грено — 8 марта 1919, Копенгаген) — датский пианист и музыкальный педагог еврейского происхождения, работавший преимущественно в Англии.
Начал заниматься музыкой под руководством своей матери, затем учился в Копенгагене у Нильса Гаде, И. Х. Гебауэра и Антона Реэ. Дебютировал с концертами в 14-летнем возрасте, в 17 лет совершил гастрольную поездку по Норвегии. В 1859—1862 гг. продолжил исполнительское образование в Берлине под руководством Ганса фон Бюлова; предложение Бюлова об учёбе Хартвигсона у Франца Листа не исполнилось.
В 1864—1911 гг. жил и работал в Англии (с перерывом на работу в Санкт-Петербурге в 1873—1875 гг.). В 1860-е гг. постоянный участник Субботних концертов в Хрустальном дворце с оркестрами Ганса Рихтера и Джорджа Хеншеля. С 1875 г. придворный пианист Принцессы Уэльской Александры. С 1888 г. профессор Королевской академии музыки, затем в 1905—1911 гг. преподавал в Королевском колледже музыки.
Хартвигсон исполнил ряд национальных премьер — в частности, первым в Соединённом королевстве сыграв первый фортепианный концерт Ференца Листа и четвёртый концерт Антона Рубинштейна (оба 1872), концерт Ганса Бронзарта фон Шеллендорфа (1876), «Пляску смерти» Листа (1878, с Бюловом за пультом).